# Kaoma
Kaoma byla francouzská popová skupina, členové bývalé skupiny Touré Kunda. Členy skupiny byli Chyco Dru (basista), Jacky Arconte (kytarista), Jean-Claude Bonaventure (producent a autor písní), Michel Abihssira (bubeník a bicí), Fania (zpívala vokály) a Braz Loalwa (hlavní zpěvačka) a s nimi vystupovali také Chico a Roberta jako tanečníci. Chyco Dru je z Martiniku, Jacky Arconte z Guadeloupe a Braz Loalwa z Brazílie.

## Největší hity
V roce 1989 nahráli nejúspěšnější hit v historii skupiny, a to singl Lambada. Tento hit se stal značně populárním a taneční rytmy vzbudily zájem o tento brazilský druh hudby a zpěvu.